# ФК „Ноа“
ФК „Ноа“ (на арменски: Ֆուտբոլային Ակումբ Նոա) е футболен клуб от град Ереван, Армения.
Основан през 2017 година като Арцах. От 2020 играе във висшата лига на Армения. Домакинските си мачове играе на градския стадион с капацитет 5 000 места.
Президентът на клуба Роман Геворкян е президент и на арменския холдинг „Ноа“, който притежава и футболните клубове „Сиена“ (Италия; от август 2020 г.), „Динамо Рига“ (Латвия), „Ноа Юрмала“ (Латвия; от януари 2021 г.) и „Юрдинген 05“ (Германия; от февруари 2021 г.).

## Успехи
- Премиер Лига:
  -  Шампион (1): 2024/25
  -  Сребърен медал (3): 2019/20, 2020/21, 2023/24
- Първа Лига:
  -  Шампион (1): 2017/18
- Купа на Армения:
  -  Носител (2): 2019/20, 2024/25
- Суперкупа на Армения:
  -  Носител (1): 2020